# كروننتالر

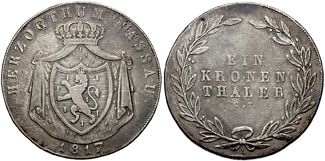
ناساو كروننتالر، 1817

كان الكروننتالر عملة فضية صدرت لأول مرة عام 1755 في هولندا النمساوية (انظر كروننتالر هولندا النمساوية ‏ ) وأصبحت عملة تجارية شائعة في أوروبا في أوائل القرن التاسع عشر.  تظهر معظم الأمثلة تمثال نصفي للحاكم النمساوي على الوجه وثلاثة أو أربعة تيجان على الوجه الخلفي، ومن هنا جاء الاسم الذي يعني "تالر التاج" (أيضًا برابانتر وكروسيوني (إيطالية).

## تاريخ

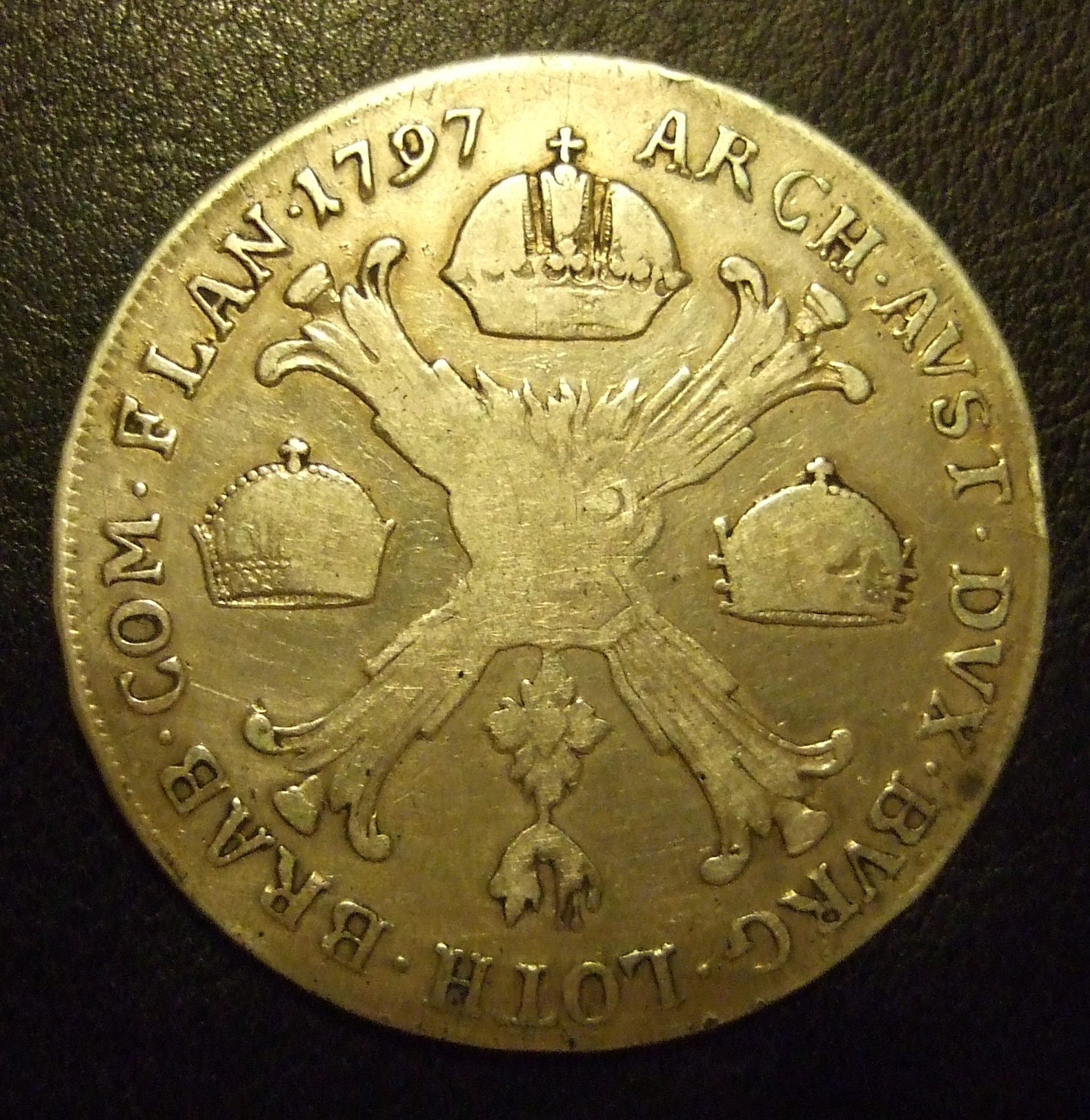
كروننتالر مع 3 تيجان عام 1797 - فرانسيسكوس الثاني

أُصدِر الكروننتالر في البداية بنفس وزن الإيكو الفرنسي عند حوالي 29.5 غرامًا، ولكن بقيمة 54 سولًا ( ستويفير) أو 2.7 خولده بينما كانت قيمة الإيكو 56 سولًا (ستويفير) أو 2.8 خولده. من الناحية النظرية، يمكن صهر إيكو فرنسي يحتوي على 27 غرامًا من الفضة النقية وإعادة إصداره إلى كروننتالر بنسبة 27x27⁄28 = 26 غرامًا من الفضة النقية، وهو ما يطابق محتوى الفضة في التالر الإمبراطوري في مؤتمر لايبزيغ.
ومع ذلك، فإن سك عملات إيكو فرنسية عمدية دون المستوى أدى أيضًا إلى انخفاض محتوى الفضة في الكروننتالر. أدى الضم الفرنسي للجنوب الهولندي في عام 1794 إلى تحويل الكروننتالرز و6 ليفر إيكو إلى فرنكات فرنسية جديدة بمعدل 1 فرنك = 1.0125 ليفر تورنويس ‏ = 0.16875 إيكو = 4.5 غرام من الفضة النقية. وهذا يعني ما يعادل 26 من الفضة النقية2⁄3 غرام لكل وحدة، 255⁄7 غرام لكل كروننتالر، و911⁄21 أو 9.52 غرام لكل خولده. 
أدى انخفاض قيمة الغولدن البلجيكي (Belgian gulden) إلى إفشال إدخال الغولدن الهولندي الذي يبلغ وزنه 9.61 غرامًا كعملة قياسية للمملكة المتحدة الهولندية في عام 1815 حيث ضُمِنَ تحويل 2.7 غويلدر كروننتالر إلى 2.7 خولده هولندي.  في نفس الوقت تقريبًا من عام 1807 إلى عام 1837، انخرطت العديد من الولايات الألمانية (على سبيل المثال، بافاريا ، وبادن ، وفورتمبيرغ ) في تخفيض تنافسي لقيمة غولدن جنوب ألماني من خلال اختيار سك عملات كروننتالر بقيمة 2.7 غولدن (بمعدل 9.52 غرام من الفضة لكل غولدن) بدلاً من كونفنشنستالر بقيمة 2.4 غولدن (بمعدل 9.74 غرام من الفضة لكل غولدن).   سُكَّ الكروننتالر بكثرة في القرن التاسع عشر على وجه التحديد لأنه مكّن الجهة المصدرة من تحقيق أكبر عدد ممكن من الغولدن مقابل كمية ثابتة من الفضة المسكوكة.
حُلَّ الوضع في هولندا عن طريق تقليل محتوى الفضة النقية في الغولدن الهولندي إلى 9.45 غرام، وفي الولايات الألمانية الجنوبية عن طريق اعتماد تكافؤ جديد يبلغ 1 غولدن =4⁄7 تالر بروسي =1⁄24.5 مارك كولونيا = 9.545 غرام من الفضة كجزء من الاتحاد الجمركي الألماني واتحاد العملة لعام 1837. وهكذا أُلغي الكروننتالر لصالح الخولده الهولندي والغولدن الجنوب ألماني الجديد.
وكان الكروننتالر أيضًا الوسيلة الأكثر ملاءمة للتبادل في سويسرا قبل اعتماد الفرنك السويسري في عام 1850. إن قبول الإيكو الفرنسي بـ 4 ليفر سويسري يعني تقييم الكروننتالر بـ 4 × 27⁄28 ليفر = 3.86 ليفر. بدلاً من ذلك، تُقبَل عملة برابانت بمعدل أعلى يبلغ 3.9 ليفر.  وكان سعر التحويل إلى العملة السويسرية الجديدة 55⁄7 فرنك سويسري لكل كروننتالر. 